# Megabit
Megabit é um termo utilizado geralmente para especificar a capacidade de armazenamento dos antigos cartuchos de jogos (e fluxo de dados em redes de computadores - Megabit por segundo) (Mega Drive, Super Nintendo, Nintendo 64, etc).
Vamos a um exemplo: um cartucho de 512 megabit, como Resident Evil, tem 64 megabytes ou 61 mebibyte.

## Relações
Base 10:
kilobit << megabit << gigabit
Base 2:
kibibit << mebibit << gibibit